# Every Little Thing (альбом Карли Пирс)
Every Little Thing (с англ. — «Любая мелочь») — дебютный студийный альбом американской кантри-певицы Карли Пирс, вышедший 17 сентября 2017 года на лейбле Big Machine Records и содержащий 13 треков.
С альбома вышло два сингла, включая заглавный трек, который возглавил кантри-чарты в США и Канаде и получил в этих странах платиновые сертификации, а также был награждён CMT Music Awards.

## Отзывы
| Оценки критиков | Оценки критиков |
| Источник        | Оценка          |
| --------------- | --------------- |
| AllMusic        | [ 3 ]           |
| Roughstock      | +               |

Every Little Thing получил одобрительные отзывы журналистов и критиков. Стивен Томас Эрлевайн из AllMusic оценил песни альбома «привлекательными» и что они «свежи в своих мелодиях и наблюдениях». По его мнению, в альбоме «Пирс устанавливает свою собственную идентичность: её шоу-бизнес и кантри-корни неразрывно связаны, певица с чувством прошлого, но с вниманием к настоящему». Мэтт Бьорк из Roughstock оценил глубину текстов песен альбома, глубину её «мощного вокала» и глубину производства, которое «позволяет Карли быть тем артистом, которым она является». И также добавил, что «это альбом, который развивает тему жизни, любви и смысла, заложенную в заглавной песне хита, и именно в этом заключается его тематика. Это альбом об отношениях, причем очень хороших».

## Синглы
Лид-сингл альбома, заглавный трек, был выпущен на радио кантри 22 февраля 2017 года. Он стал её первым хитом номер один в чарте Billboard Country Airplay на неделе, датированной 25 ноября 2017 года.
Второй сингл альбома, «Hide the Wine», был выпущен на кантри-радио 4 декабря 2017 года.

### Промосинглы
Песня «If My Name Was Whiskey» была выпущена в качестве первого официального промо-сингла 23 июня 2017 года.
Второй промо-сингл «Color» стал доступен на Apple Music 15 сентября 2017 года, а 16 сентября 2017 года стал доступен для всех.
«I Need a Ride Home» была выпущена в качестве третьего промо-сингла через неделю, 22 сентября 2017 года.
Альбомная версия песни «Dare Ya», первоначально выпущенная в мае, с немного другой аранжировкой была выпущена в качестве четвёртого промо-сингла 29 сентября 2017 года.
Последний промо-сингл, «Hide the Wine», был выпущен 6 октября 2017 года. Пирс сказала, что это её любимый промо-сингл, выпущенный с альбома. Спустя два месяца его издали в качестве официального второго сингла.

## Коммерческий успех
Every Little Thing дебютировал на 4-м месте в чарте Top Country Albums и на 32-м месте в Billboard 200 с продажами в 9 700 копий (15 000 эквивалентных единиц альбома, включая потоковые трансляции и продажи треков). Карли Пирс также достигла 1-го места в чарте Emerging Artists Chart благодаря релизу альбома. По состоянию на ноябрь 2018 года альбом был продан в США в количестве 39 000 копий.

## Список композиций
По данным The Boot.
| №                   | Название                    | Автор(ы)                           | Длительность |
| ------------------- | --------------------------- | ---------------------------------- | ------------ |
| 1.                  | «Hide the Wine»             | Эшли Горли Люк Лэрд Хиллари Линдси | 3:28         |
| 2.                  | «Careless»                  | Карли Пирс Emily Shackelton        | 3:43         |
| 3.                  | «Every Little Thing»        | Пирс Shackelton Busbee [англ.]     | 3:01         |
| 4.                  | «Everybody Gonna Talk»      | Пирс busbee Emily Weisband         | 3:09         |
| 5.                  | «Catch Fire»                | busbee Натали Хемби                | 3:13         |
| 6.                  | «If My Name Was Whiskey»    | Пирс busbee Шейн Маканалли         | 3:17         |
| 7.                  | «Color»                     | Пирс busbee Laura Veltz            | 2:47         |
| 8.                  | «I Need a Ride Home»        | Горли Линдси Matt Jenkins          | 3:32         |
| 9.                  | «Doin’ It Right»            | Пирс Oscar Charles Allison Veltz   | 2:46         |
| 10.                 | «Feel Somethin’»            | busbee Хемби McAnally              | 3:26         |
| 11.                 | «You Know Where to Find Me» | Пирс busbee Shackelton             | 3:30         |
| 12.                 | «Honeysuckle»               | busbee Линдси Barry Dean           | 3:19         |
| 13.                 | «Dare Ya»                   | Пирс A. Veltz Joe Ginsberg         | 3:32         |
| Общая длительность: | Общая длительность:         | Общая длительность:                | 42:43        |

## Позиции в чартах

### Еженедельные чарты
| Чарт (2017)                        | Высшая позиция |
| ---------------------------------- | -------------- |
| Канада (Canadian Albums Chart)     | 77             |
| США (Billboard 200)                | 32             |
| США (Billboard Top Country Albums) | 4              |